# GP2
GP2 je dirkaška serija formul, ki je bila uvedena leta 2005 po tem, ko je bila ukinjena serija Formula 3000, ki je dolgo veljala zadnjo stopnico pred Formulo 1. Za format serije sta najbolj zaslužna Bernie Ecclestone in Flavio Briatore.
Cilji serije GP2 so, da naredijo dirkanje cenovno dostopno večjemu število moštev in da pridobijo dirkačem primerno podlago za Formulo 1. S tem namenom vsi dirkači uporabljajo enake šasije, motorje in pnevmatike, tako da so v ospredju predvsem dirkaške kvalitete.

## Prvaki
| Sezona | Dirkač           | Moštvo               |
| ------ | ---------------- | -------------------- |
| 2005   | Nico Rosberg     | ART Grand Prix       |
| 2006   | Lewis Hamilton   | ART Grand Prix       |
| 2007   | Timo Glock       | iSport International |
| 2008   | Giorgio Pantano  | Racing Engineering   |
| 2009   | Nico Hülkenberg  | ART Grand Prix       |
| 2010   | Pastor Maldonado | Rapax                |
| 2011   | Romain Grosjean  | Barwa Addax Team     |
| 2012   | Davide Valsecchi | DAMS                 |
| 2013   | Fabio Leimer     | Russian Time         |
| 2014   | Jolyon Palmer    | DAMS                 |

### Azijska GP2
| Sezona  | Dirkač           | Moštvo               |
| ------- | ---------------- | -------------------- |
| 2008    | Romain Grosjean  | ART Grand Prix       |
| 2008-09 | Kamui Kobajaši   | DAMS                 |
| 2009-10 | Davide Valsecchi | iSport International |
| 2011    | Romain Grosjean  | DAMS                 |

## Sistem točkovanja
- Najboljši štartni položaj v soboto: 2 točki
- Sobotna dirka: 10-8-6-5-4-3-2-1 točk za 8 najbolje uvrščenih dirkačev
- Nedeljska dirka: 6-5-4-3-2-1 točk za 6 najbolje uvrščenih dirkačev
- Najhitrejši krog: 1 točka. Dirkač mora prevoziti vsaj 90 % razdalje dirke in more štartati iz svojega štartnega mesta.

Tako lahko dirkač doseže maksimalno 20 točk na dirkaški vikend, če doseže dve zmagi, najboljši štartni položaj v soboto in najhitrejša kroga na obeh dirkah. To je do sedaj uspelo le Brazilcu Nelsonu Angelu Piquetu na madžarski dirki v sezoni 2006.